# Domažlice
Domažlice (em alemão Taus) é uma cidade checa localizada na região de Plzeň, distrito de Domažlice.

## Galeria

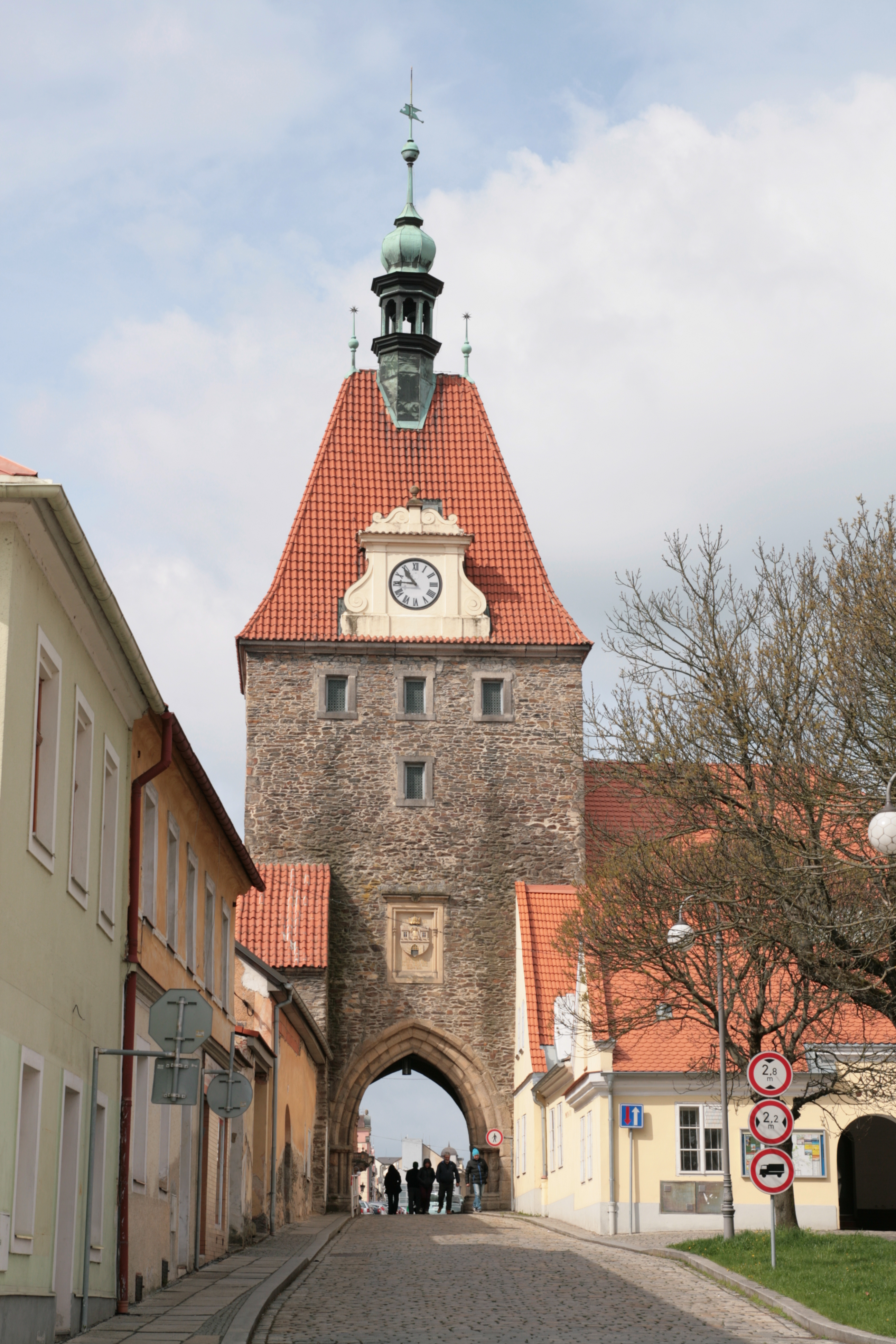
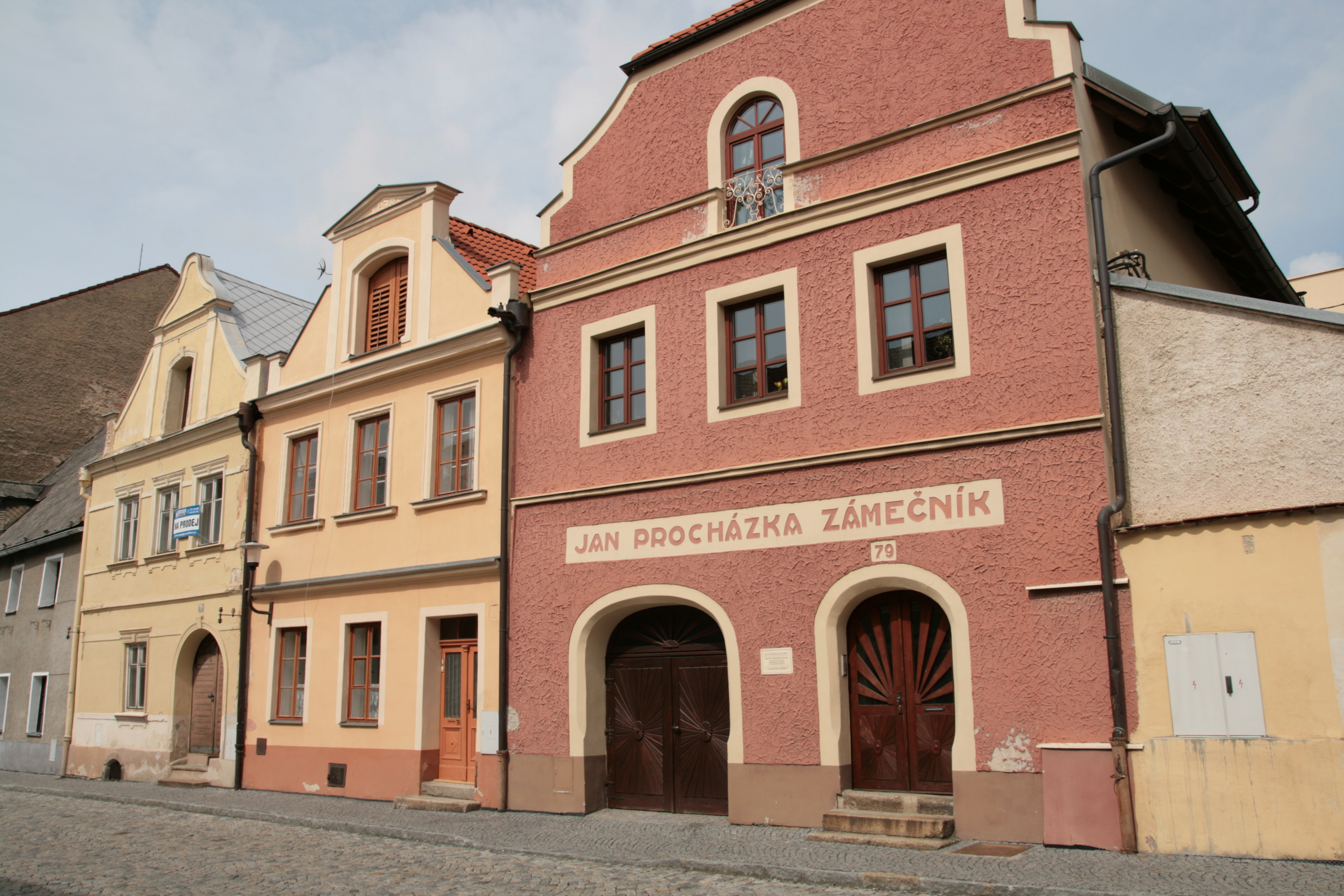
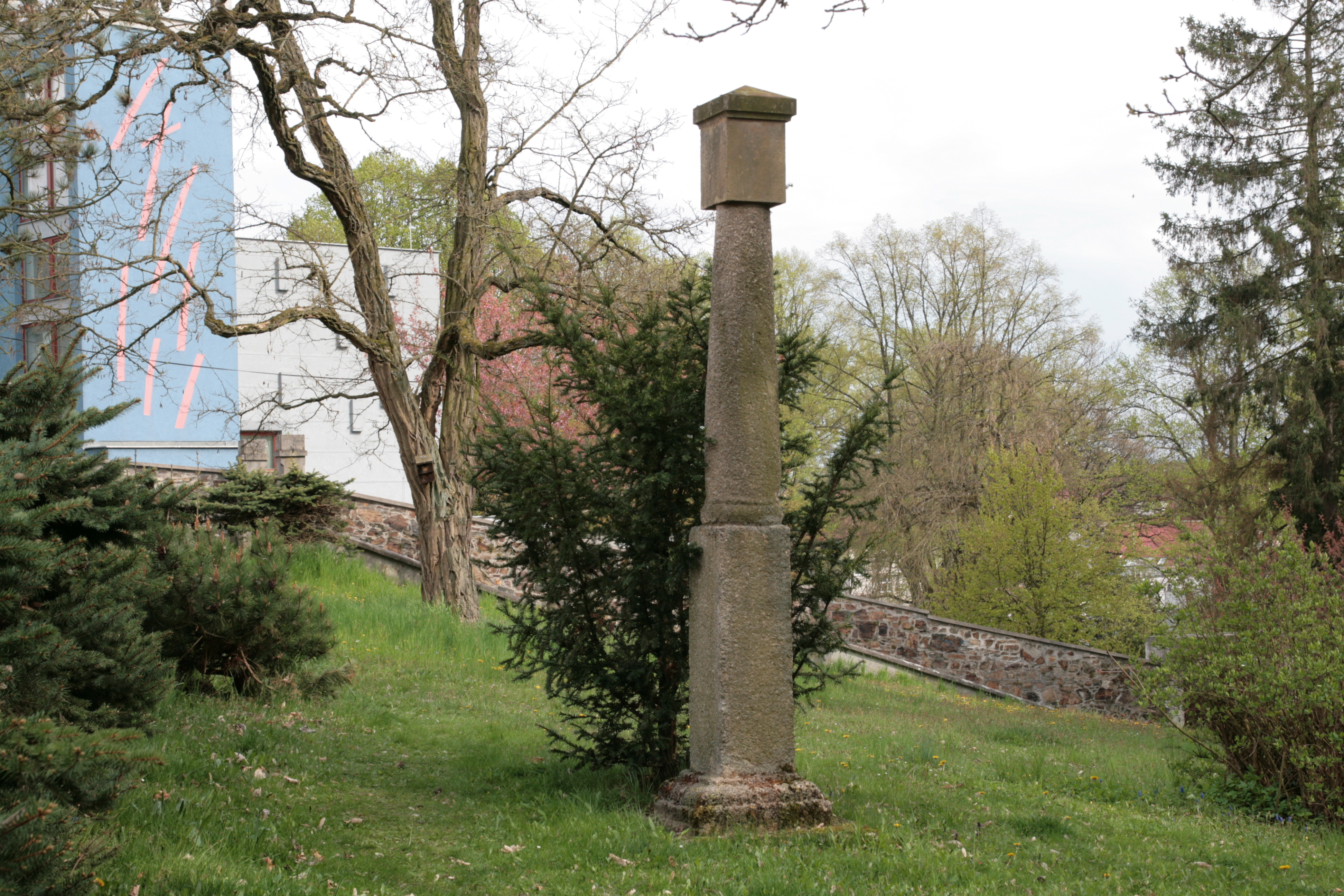